# Esterházy Miklós József
5. herceg galántai Esterházy Miklós József (ragadványnevén Fényes vagy Pompakedvelő Miklós) (Bécs, 1714. december 18. – Bécs, 1790. szeptember 28.) az Esterházy család, fraknói ágából származó galántai gróf, császári és királyi tábornok, a fertődi kastély építtetője.

## Élete

### Fiatalkora
Apja 3. herceg galántai Esterházy I. József, Somogy és Sopron vármegyék főispánja, anyja báró Maria Octavia Gilleis zu Theras und Sonnenberg (1688-1762) volt. Apai nagyszülei 2. herceg galántai Esterházy Pál nádor, és gróf késmárki Thököly Éva (1659–1716) voltak. A leideni egyetemen és Bécsben tanult, utazásokat tett Európában.
1737-ben, 23 éves korában feleségül vette Maria Elisabeth Ungnad von Weissenwolff (német birodalmi) grófnőt. Az ifjú pár beköltözött az Esterházyak szerény sarródi vadászkastélyába, amelyet Süttör határában, a mai Fertőd területén, a Fertő-tó déli, zsombékos partján 1720-ban Miklós apja építtetett. Egy évvel később megszületett a házaspár első fia, Esterházy I. Antal, aki később örökölte apjának hercegi rangját. Az évek során még további öt gyermekük született: Miklós, Ferdinánd, Mária Anna, Krisztina és Erzsébet.

### Katonai pályafutása
1741-ben bátyjához hasonlóan katonai pályára lépett, 1747-ben már őrnagyi rangot viselt. Hamarosan császári és királyi kamarás és ezredes lett. A sziléziai háborúban a poroszok ellen vonult hadba. Részt vett a strigaui és trautenaui csatában, harcolt Németalföldön is.
1756-ban a hétéves háborúban a ismét poroszok ellen harcolt, 1753-tól már saját szervezésű hadseregét vezette a harcba, 1757-ben a kolíni csatában, amelyben háromszor lőtték ki a lovat alóla,  rendkívüli hősiességével tűnt ki, az osztrákok javára fordította a harc kimenetelét. Kétszer tüntették ki a Mária Terézia-renddel. 1759-ben altábornaggyá léptették elő.
1762-ben a Magyar Királyság főkamarása lett, 1763-ban az Aranygyapjas rend lovagjává avatták.
1764-től a Mária Terézia magyar királynőt őrző Magyar királyi nemesi testőrség tagja, 1773–87 között kapitánya.

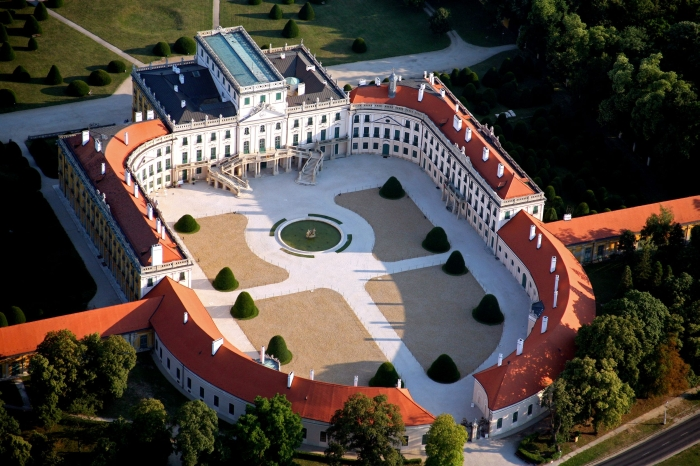
A fertődi Esterházy-kastély

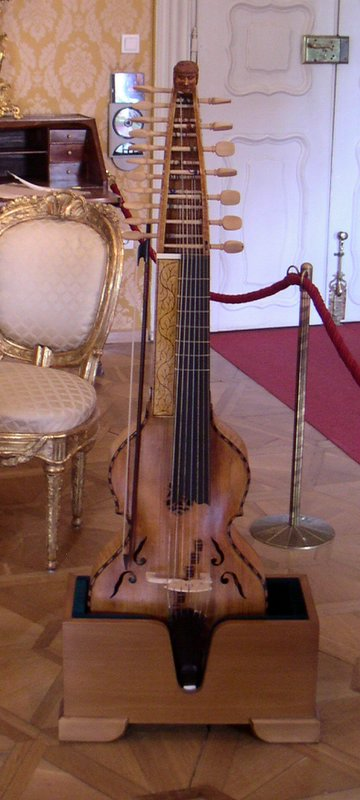
Esterházy Miklós barytonjának modern másolata

### A pompakedvelő herceg
1762-ben, 48 éves korában megörökölte utód nélkül elhalt bátyjának, Esterházy II. Pál Antalnak hercegi címét és vagyonát. Ezzel ő lett az ötödik Esterházy herceg. Támogatta a kismartoni zenekart, amelynek vezetését Joseph Haydnra mint legfőbb kapellmeisterre bízta, ezzel messze határokon túl híressé téve azt.
Miklós herceg ugyanebben az évben megkezdte a sarródi régi vadászkastély átépítését, kibővítését. A mocsaras területen főúri pompájú, új rokokó kastély született, a „magyar Verszália.” Az új kastély épületét Melchior Hefele (Hefele Menyhért) és Jacoby Miklós tervezte. A kastély berendezését a herceg Franciaországban vásárolta.
1764-ben Mária Terézia királynőtől kapitányi kinevezést kapott a bécsi magyar királyi testőrgárdába. Még ugyanezen év áprilisában koronázási követként részt vett Mária Terézia fiának, II. Józsefnek német királlyá koronázásán, Frankfurtban. (József  csak apja halála után, a következő évben lesz császár.) Itt ismerkedett meg az ifjú Goethével, akit meghívott magyarországi kastélyába.
1766-ban elkészült a kastély, szomszédságában új falu született, Eszterháza (ma Fertőd része). 1768-ban Mária Terézia a herceget tábornaggyá nevezte ki.
Az új kastélyban 1770-től kezdve folyamatosan tartottak nagyszabású Esterházy-vigasságokat: a háromnapos ünnep alatt operákat mutattak be, vadászatokat, lakomákat, táncestélyeket és tűzijátékokat rendeztek a prominens vendégsereg szórakoztatására. Itteni élményei megihlették Goethét is, aki „Esterházy-tündérbirodalom”-ként jellemezte az ünnepségeket. Nagyvonalú életvitele miatt a herceget „a pompakedvelő” vagy „a fényes Miklós” melléknévvel kezdték illetni. Eszterháza a színművészet, a zene, a képzőművészetek központjává vált. A hercegi udvar hangversenymestere az európai hírű Joseph Haydn volt. A herceg maga is remek barytonjátékos volt (hangszerét ma a Magyar Nemzeti Múzeum őrzi). A látványos ünnepségek Mária Terézia királynő, német-római császárné látogatása idején érték el csúcspontjukat.
1778-ban 1200 katonával segítette II. József császárt a bajor örökösödési háborúban. 1783-ban kieszközölte a császári udvarnál, hogy a jövőben az Esterházy család fraknói hercegi ágának minden tagját hercegi rangra emeljék.
Életrajzírói úgy tartották, hogy Esterházy herceg „úgy élte életét, mintha legalább kettő lett volna belőle. Egyik az egyszerű, szigorú főnemesi katonaélet. A másik pedig a rokokó túláradó mesevilágában élő uralkodó, akinek a jelszava: Minden színház!” Esterházy Miklós herceg, a sokoldalú tehetség, a fényűző életet kedvelő „grand seigneur” és vitéz katona 1790-ben hunyt el, Bécsben. A kismartoni családi kriptában temették el. Életmódjából adódóan hatalmas adósságokat hagyott maga után, hercegi elődei közül elsőként.